# かみさまさんぽ
『かみさまさんぽ』は、TS ONEで2017年4月4日から放送されているインターネットラジオ番組。

## 概要
日本全国各地にある様々な神社を散歩気分で紹介していく番組。
2017年3月8日に特別番組として放送され、評判を受け、レギュラー化した。
特別協力として神社本庁、日本文化興隆財団がクレジットされている。

## 放送時間
- 本放送：TS ONEにて毎週火曜日 21:00 - 21:30[1]
- 再放送：TS ONEにて毎週土曜日 6:30 - 7:00[1]、毎週日曜日 22:00  - 22:30[1]

ラジオクラウドでも配信されている。

## コーナー
神社紹介
毎回、ピックアップした神社を紹介する。
神社検定
神社本庁監修の「神社検定」の過去の問題から問題を出題し、「日本のこころ」を再発見していく。

## これまで紹介された神社
| 2017年                   | 2017年                           |
| 放送回数（放送日）       | 神社                             |
| ------------------------ | -------------------------------- |
| 特別番組（2017年3月8日） | 三峯神社（埼玉県）               |
| 第1回（2017年4月4日）    | 富士山本宮浅間大社（静岡県）     |
| 第2回（2017年4月11日）   | 上賀茂神社（京都府）             |
| 第3回（2017年4月18日）   | 厳島神社（広島県）               |
| 第4回（2017年4月25日）   | 霧島神宮（鹿児島県）             |
| 第5回（2017年5月2日）    | 鹿島神宮（茨城県）               |
| 第6回（2017年5月9日）    | 香取神宮（千葉県）               |
| 第7回（2017年5月16日）   | 息栖神社（茨城県）               |
| 第8回（2017年5月23日）   | 宇佐神宮（大分県）               |
| 第9回（2017年5月30日）   | 田無神社（東京都）               |
| 第10回（2017年6月6日）   | 十和田神社（青森県）             |
| 第11回（2017年6月13日）  | 北海道神宮（北海道）             |
| 第12回（2017年6月20日）  | 大洗磯前神社（茨城県）           |
| 第13回（2017年6月27日）  | 吉備津神社（岡山県）             |
| 第14回（2017年7月4日）   | 江島神社（神奈川県）             |
| 第15回（2017年7月11日）  | 焼火神社（島根県）               |
| 第16回（2017年7月18日）  | 青島神社（宮崎県）               |
| 第17回（2017年7月25日）  | 波上宮（沖縄県）                 |
| 第18回（2017年8月1日）   | 熊野本宮大社（和歌山県）         |
| 第19回（2017年8月8日）   | 祐徳稲荷神社（佐賀県）           |
| 第20回（2017年8月15日）  | 秋葉山本宮秋葉神社（静岡県）     |
| 第21回（2017年8月22日）  | 出羽三山神社（山形県）           |
| 第22回（2017年8月29日）  | 宗像大社（福岡県）               |
| 第23回（2017年9月5日）   | 石清水八幡宮（京都府）           |
| 第24回（2017年9月12日）  | 鶴岡八幡宮（神奈川県）           |
| 第25回（2017年9月19日）  | 愛宕神社（東京都）               |
| 第26回（2017年9月26日）  | 穂高神社（長野県）               |
| 第27回（2017年10月3日）  | 須佐神社（島根県）               |
| 第28回（2017年10月10日） | 天岩戸神社（宮崎県）             |
| 第29回（2017年10月17日） | 伊奘諾神宮（兵庫県）             |
| 第30回（2017年10月24日） | 鵜戸神宮（宮崎県）               |
| 第31回（2017年10月31日） | 白兎神社（鳥取県）               |
| 第32回（2017年11月7日）  | 日光二荒山神社（栃木県）         |
| 第33回（2017年11月14日） | 金櫻神社（山梨県）               |
| 第34回（2017年11月21日） | 下鴨神社（京都府）               |
| 第35回（2017年11月28日） | 日吉大社（滋賀県）               |
| 第36回（2017年12月5日）  | 白山比咩神社（石川県）           |
| 第37回（2017年12月12日） | 川越氷川神社（埼玉県）           |
| 第38回（2017年12月19日） | 東京大神宮（東京都）             |
| 第39回（2017年12月26日） | 箱根神社・九頭龍神社（神奈川県） |

| 2018年                  | 2018年                 |
| 放送日                  | 行き先                 |
| ----------------------- | ---------------------- |
| 第40回（2018年1月2日）  | 宝登山神社（埼玉県）   |
| 第41回（2018年1月9日）  | 武蔵御嶽神社（東京都） |
| 第42回（2018年1月16日） | 金刀比羅宮（香川県）   |
| 第43回（2018年1月23日） | 小國神社（静岡県）     |
| 第44回（2018年1月30日） | 森戸神社（神奈川県）   |